# Brunfelsia dwyeri
Brunfelsia dwyeri är en potatisväxtart som beskrevs av D'arcy. Brunfelsia dwyeri ingår i släktet Brunfelsia och familjen potatisväxter. Inga underarter finns listade i Catalogue of Life.

## Bildgalleri

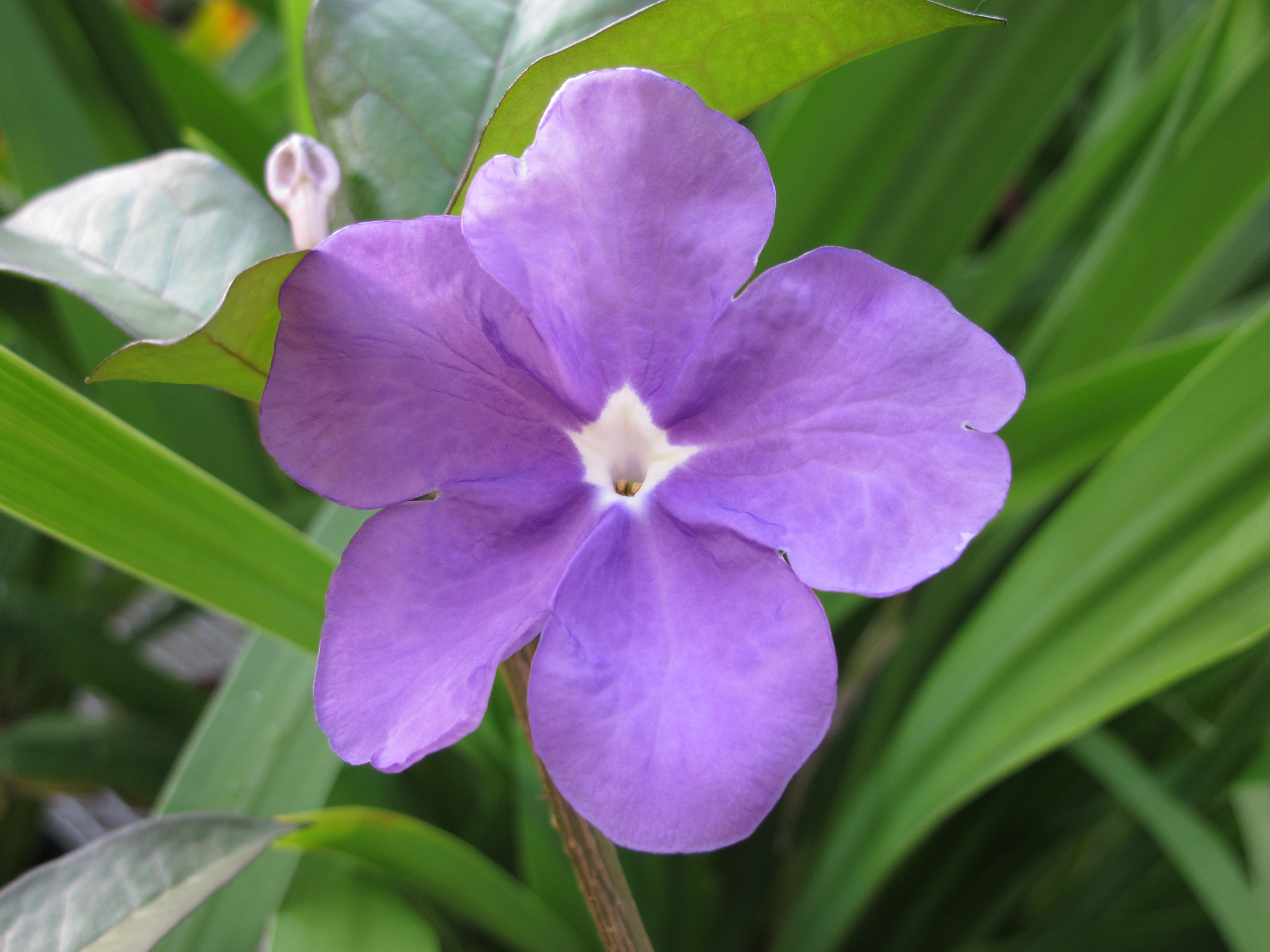